# 波西塔諾

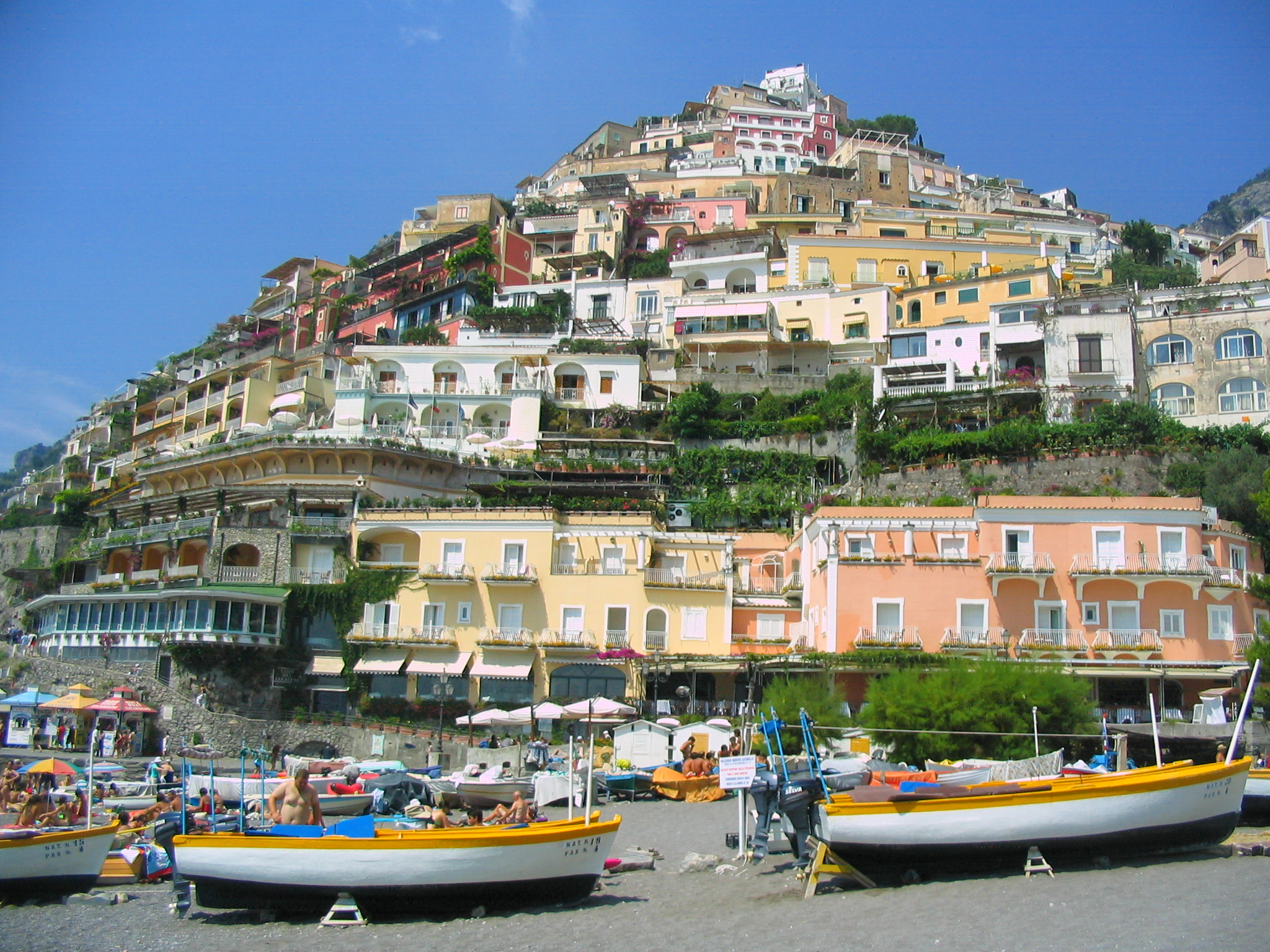
Positano's beach.

波西塔諾（Positano）是位於義大利坎帕尼亞大区阿马尔菲海岸沿岸的一個小鎮。城鎮主要部份背山面海，分佈在高山與大海之間的平地上。ISTAT代码为065100。
美國作家 John Steinbeck 於 1953 年在《Harper's BAZAAR》 这样形容：「波西塔诺是一个梦乡，你在时，她不是很真切，你离开后，她变的栩栩如生。」

## 文艺作品
- 《托斯卡纳艳阳下》